# Uraecium nothopegiae
Uraecium nothopegiae är en svampart som beskrevs av T.S. Ramakr. & K. Ramakr. 1948. Uraecium nothopegiae ingår i släktet Uraecium, ordningen Pucciniales, klassen Pucciniomycetes, divisionen basidiesvampar och riket svampar.   Inga underarter finns listade i Catalogue of Life.